# Jim Sclavunos
Jim Sclavunos est un batteur américain, musicien multi-instrumentiste, producteur et écrivain. Il est surtout connu en tant que batteur, ayant été membre de deux groupes séminaux à la fin des années 1970 (Teenage Jesus and the Jerks et 8 Eyed Spy, tous deux aux côtés de Lydia Lunch).
Il est également connu pour ses participations dans Sonic Youth et The Cramps. Il est également membre de Nick Cave and the Bad Seeds depuis 1994. Sclavunos a dirigé son propre groupe le Vanity Set jusqu'en 2000.